# Similarité sémantique
La similarité sémantique est une notion définie entre deux concepts soit au sein d'une même hiérarchie conceptuelle, soit — dans le cas d'alignement d'ontologies — entre deux concepts appartenant respectivement à deux hiérarchies conceptuelles distinctes. La similarité sémantique indique que ces deux concepts possèdent un grand nombre d'éléments en commun (propriétés, termes, instances).

## Dans le traitement du langage naturel
Le traitement du langage naturel est un domaine de l'informatique et de la linguistique. L'analyse des sentiments, la compréhension du langage naturel et la traduction automatique (traduire automatiquement un texte d'une langue humaine à une autre) sont quelques-uns des principaux domaines dans lesquels elle est utilisée. Les grands modèles de langage peuvent apprendre des représentations de texte de haute qualité qui capturent des informations à la fois sémantiques et syntaxiques.

## Similarité sémantique vs. proximité sémantique
D’un point de vue psychologie cognitive, les notions de proximité et de similarité sont bien distinctes. La théorie Gestaltiste, fondée sur les travaux de ses trois fondateurs (K. Koffka, W. Köhler et M. Wertheimer), propose six lois fondamentales : loi de la bonne forme, loi de bonne continuité, loi de destin commun, loi de clôture, loi de proximité et loi de similarité.
La loi de similarité stipule que notre cerveau regroupe les éléments qui paraissent semblables, c'est-à-dire partageant un certain nombre de propriétés tant descriptives (perceptibles) que fonctionnelles. A contrario, la loi de proximité stipule que le cerveau regroupe les éléments qui apparaissent souvent ensemble, qui sont proches dans une même zone perceptive. C'est le cas des lettres qui forment un mot, des points qui forment une figure géométrique… Ce type de regroupement présente une certaine cohérence.
D’un point de vue  ontologies, [Agirre et al. (2009)] estime que deux concepts sont similaires s’ils sont « géographiquement » à proximité l’un de l’autre dans une hiérarchie conceptuelle.
Ainsi, il y a similarité sémantique entre deux concepts (par exemple, Chien de cinéma et Chien de BD) si :
- d'un point de vue intensionnel, les deux concepts partagent une grande proportion de leurs propriétés descriptives et fonctionnelles ;
- d'un point de vue expressionnel, les deux concepts partagent une grande proportion des termes qui les dénotent (par exemple, Chien, Toutou, Clébard, etc.) ;
- d'un point de vue extensionnel, les deux concepts partagent une grande proportion de leurs instances (par exemple Milou, Rantanplan, Idéfix, etc.).

Plusieurs outils sont utilisés pour la mesure de la similarité sémantique entre concepts tel que  WNetSS API qui une API Java manipulant une grande variété de mesures de similarité sémantique basées sur la ressource sémantique WordNet.